# Dynamiczna niespójność
Dynamiczna niespójność – określenie zjawiska, polegającego na tym, że jednostki prowadzące politykę gospodarczą podejmują decyzje gospodarcze, będące pewnym odstępstwem od wcześniej przyjętych zasad, zobowiązań lub deklaracji. Przyczyną odstępstwa od pewnych zasad prowadzenia polityki gospodarczej może być chęć osiągnięcia w krótkim terminie korzyści ekonomicznych dla danych jednostek bądź społeczeństwa. Decyzje takie mogą jednak oddziaływać niekorzystnie na wyniki ekonomiczne w długim okresie oraz zmniejszać wiarygodność podmiotów prowadzących politykę gospodarczą.
Jedną z możliwości ograniczenia występowania zjawiska dynamicznej niespójności jest wprowadzanie określonych reguł, zazwyczaj zapisanych w formie prawnej, których nieprzestrzeganie jest zabronione lub karane. Przykładem takiej reguły jest konstytucyjny próg długu publicznego, który nie może przekroczyć 60% PKB. Innym przykładem jest reguła zawarta w Pakcie Stabilności i Wzrostu, która określa maksymalną wielkość deficytu budżetowego kraju należącego do Unii Europejskiej na poziomie 3% PKB. Po przekroczeniu tego poziomu wszczynana jest Procedura nadmiernego deficytu, co może skutkować nawet nałożeniem sankcji finansowych na kraj członkowski.
Innym rozwiązaniem jest powierzenie prowadzenia polityki gospodarczej niezależnym instytucjom, które podejmowałyby decyzje zgodne z długoterminowymi celami takiej polityki, bez względu na czynniki polityczne. Jasne i przejrzyste reguły prowadzenia polityki gospodarczej oraz samodzielność przy jej prowadzeniu umożliwiłyby uniknięcie zjawiska dynamicznej niespójności. Przykładem może być Rada Polityki Pieniężnej, która w sposób niezależny prowadzi politykę monetarną w Polsce.